# Plac Sofijski w Kijowie
Plac Sofijski  (ukr. Софійська площа) – plac w rejonie szewczenkiwskim miasta Kijowa, w obszarze urbanistycznym
Starego Kijowa. Znajduje się pomiędzy ulicami: Włodzimierską, Pasażem Włodzimierskim, Ałły Tarasowej, Sofijską i Rylską.

## Historia
W 1036 roku na miejscu późniejszego placu Sofijskiego Jarosław Mądry pokonał Pieczyngów. Plac jako taki zaczął się zarysowywać po wybudowaniu Soboru św. Zofii i od tego czasu był znany jako plac Starokijowski.
Później obszar placu został zabudowany, na początku XIX wieku znajdowały się tam robocze budynki klasztorne. Około 1840 roku na ich miejscu przywrócono plac.
Po wybudowaniu gmachu Obecności Prowincjonalnych w latach 1854–1857 plac został oddzielony od sąsiedniego placu Michajłowskiego i uformowany w obecnych granicach.
W 1869 roku zatwierdzono oficjalną nazwę placu – Sofijski (ros. Софіевская). 11 lipca?/23 lipca 1888 w ramach obchodów 900-lecia chrztu Rusi został odsłonięty pomnik Bohdana Chmielnickiego.
22 stycznia 1919 roku na placu Sofijskim uroczyście ogłoszono Akt Zjednoczenia Ukraińskiej Republiki Ludowej i Zachodnioukraińskiej Republiki Ludowej w zjednoczoną (soborną) Ukrainę.
W 1921 władze sowieckie zmieniły nazwę placu na plac Czerwonych Bohaterów Perekopu, na cześć zwycięstwa Armii Czerwonej nad wojskami Wrangla pod Perekopem w 1920 roku. W 1926 skrócono nazwę jego nazwę do placu Bohaterów Perekopu. Od 1944 roku plac nosił imię Bohdana Chmielnickiego.
Współczesną nazwę przywrócono w 1993 roku.

## Plac Sofijski w życiu społeczno-politycznym Kijowa
Od czasów Rusi Kijowskiej plac był politycznym centrum miasta, na którym odbywały się spotkania i wiece. Pomiędzy XVI a XIX wiekiem odbywały się na nim targi i jarmarki. W 1648 roku na placu kijowianie powitali przywódcę Kozaków Bohdana Chmielnickiego, który rozpoczął powstanie przeciwko Rzeczypospolitej.
Na początku XX wieku odbywały się tu liczne wiece i manifestacje różnych partii i ugrupowań politycznych. W 1943 roku mieszkańcy Kijowa zebrali się na placu Sofijskim w celu uczczenia wyzwolenia Kijowa spod niemieckiej okupacji, a w 1961 roku z okazji nadania miastu-bohaterowi Kijowowi drugiego Orderu Lenina.
W historii najnowszej, począwszy od lat 90. XX w., plac stał się stałym miejscem spotkań kijowian z okazji ważnych społecznie wydarzeń. 21 stycznia 1990 roku, w przeddzień rocznicy Aktu Zjednoczenia, na placu Sofijskim w Kijowie oraz jednocześnie we Lwowie pod pomnikiem Iwana Franki odbyły się akcje modlitewne. Tam też rozpoczęła się jedna z najdonioślejszych akcji Ludowego Ruchu Ukrainy lat 90. – Żywy Łańcuch, który połączył Kijów, Lwów i Iwano-Frankiwsk rękoma w sumie miliona uczestników. Patriarcha Kijowa i Całej Rusi-Ukrainy Włodzimierz (1925–1995) został pochowany na placu przy bramie dzwonnicy Soboru św. Zofii. W czasie pogrzebu na placu Sofijskim doszło do zamieszek określanych jako „krwawy wtorek”.
7 czerwca 2014 roku prezydent Ukrainy Petro Poroszenko złożył na placu Sofijskim ślubowanie Naczelnego Wodza Sił Zbrojnych Ukrainy, po czym odbyła się uroczystość wręczenia nominacji dowódcom Sił Zbrojnych Ukrainy i podniesienia sztandaru Prezydenta Ukrainy.

## Galeria

### Zdjęcia historyczne

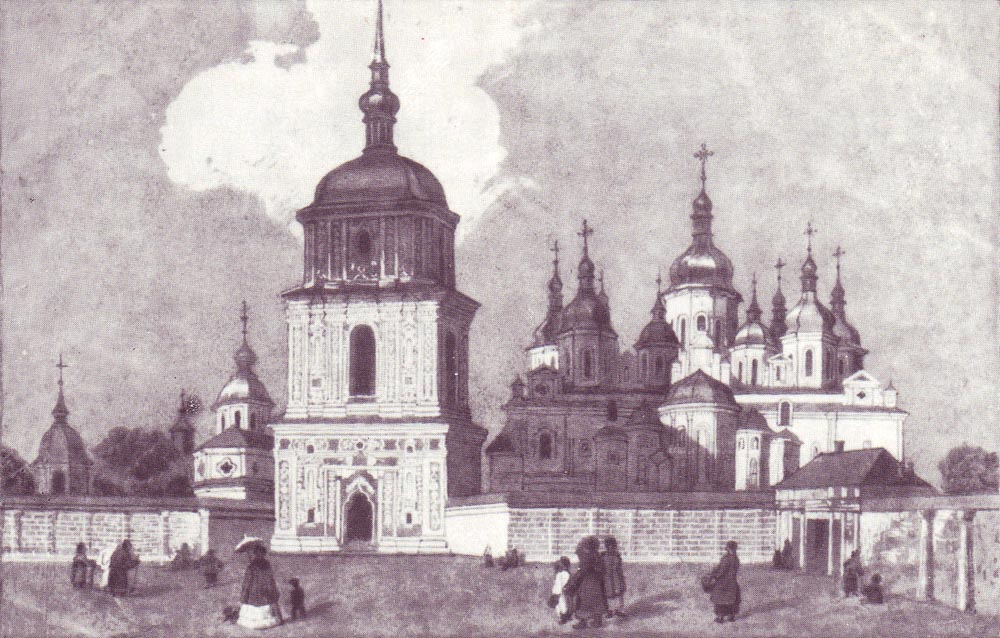
Plac Sofijski z widokiem na sobór św. Zofii, jeszcze ze starą dzwonnicą. Akwarela M. Sażyna, ok. 1840
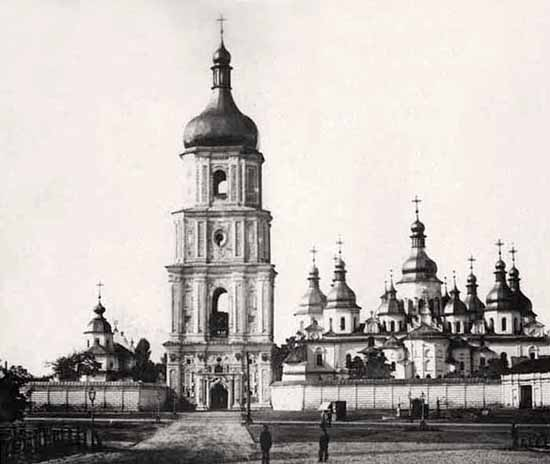
Sobór św. Zofii już z nową dzwonnicą. Fotografia z końca XIX wieku
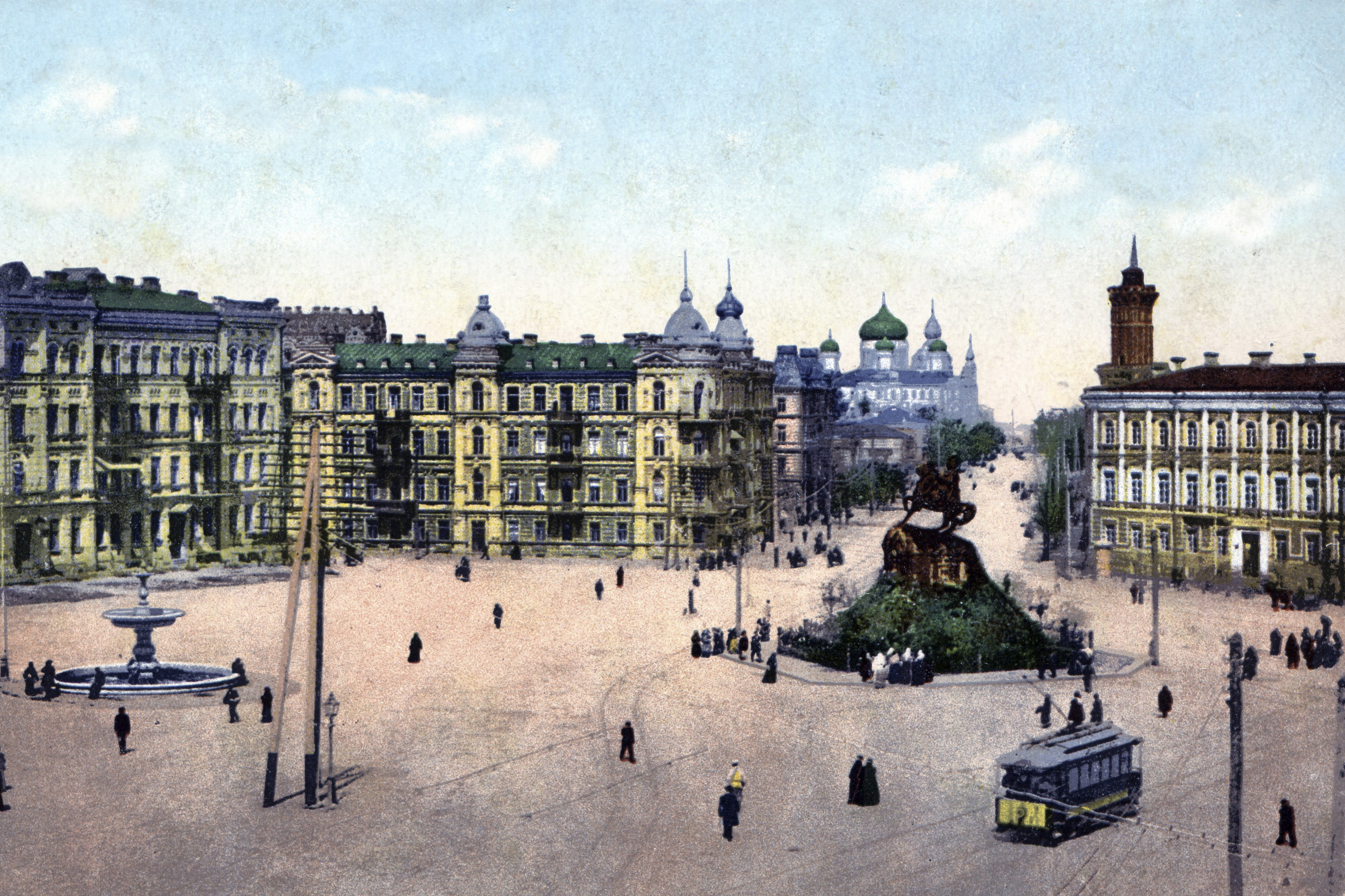
Pocztówka z XIX wieku
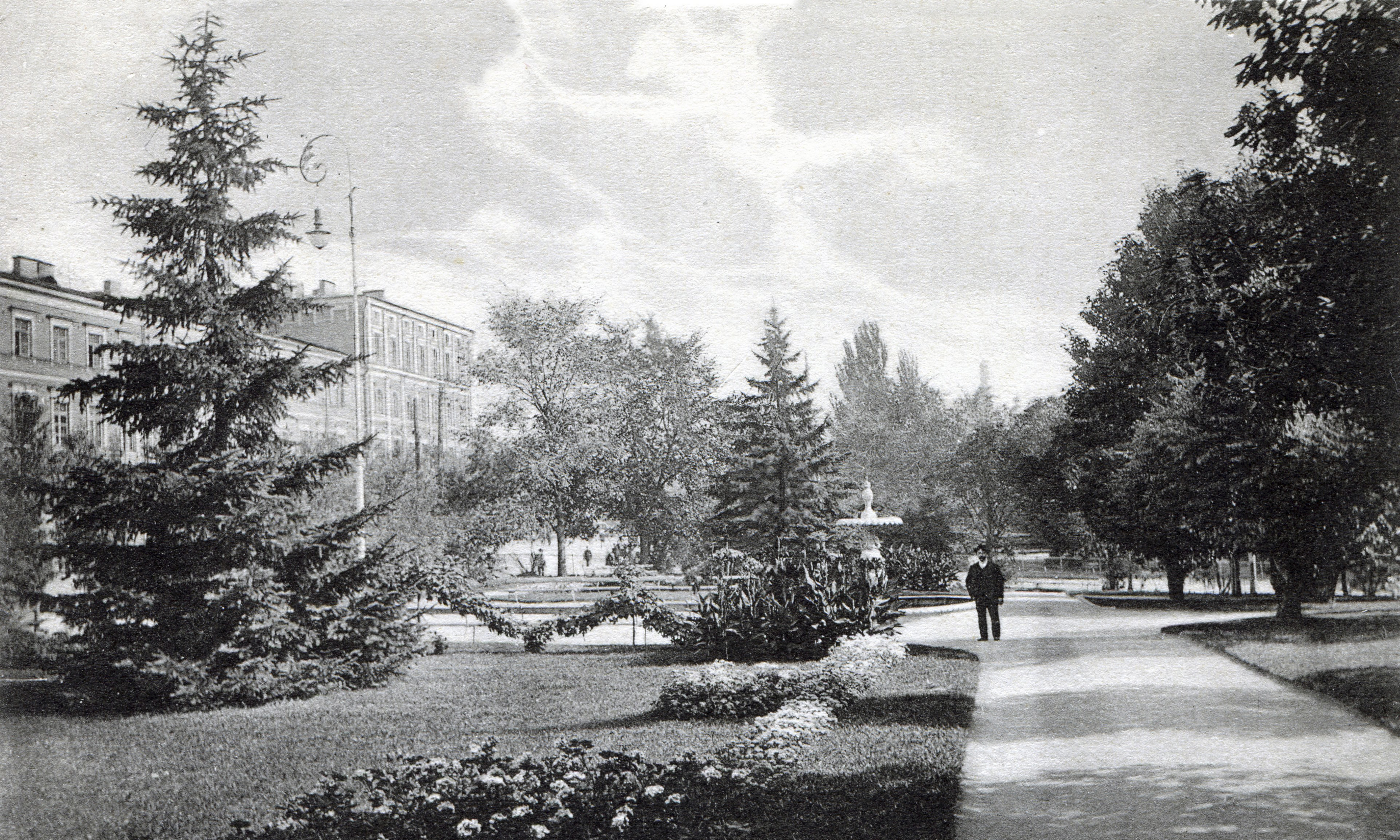
Skwer na placu Sofijskim (ok. 1900)
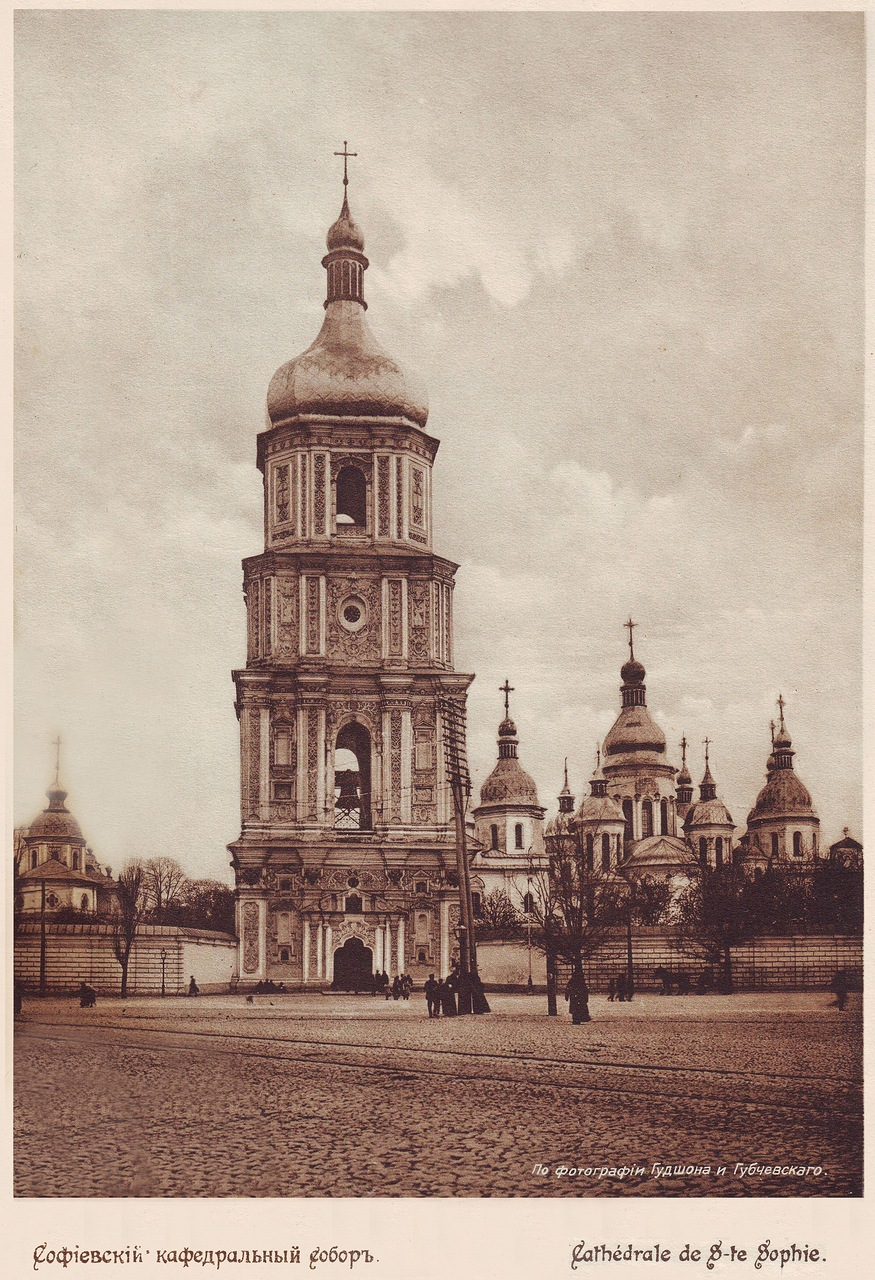
Plac Sofijski i Sobór św. Zofii, lata 1910–1920
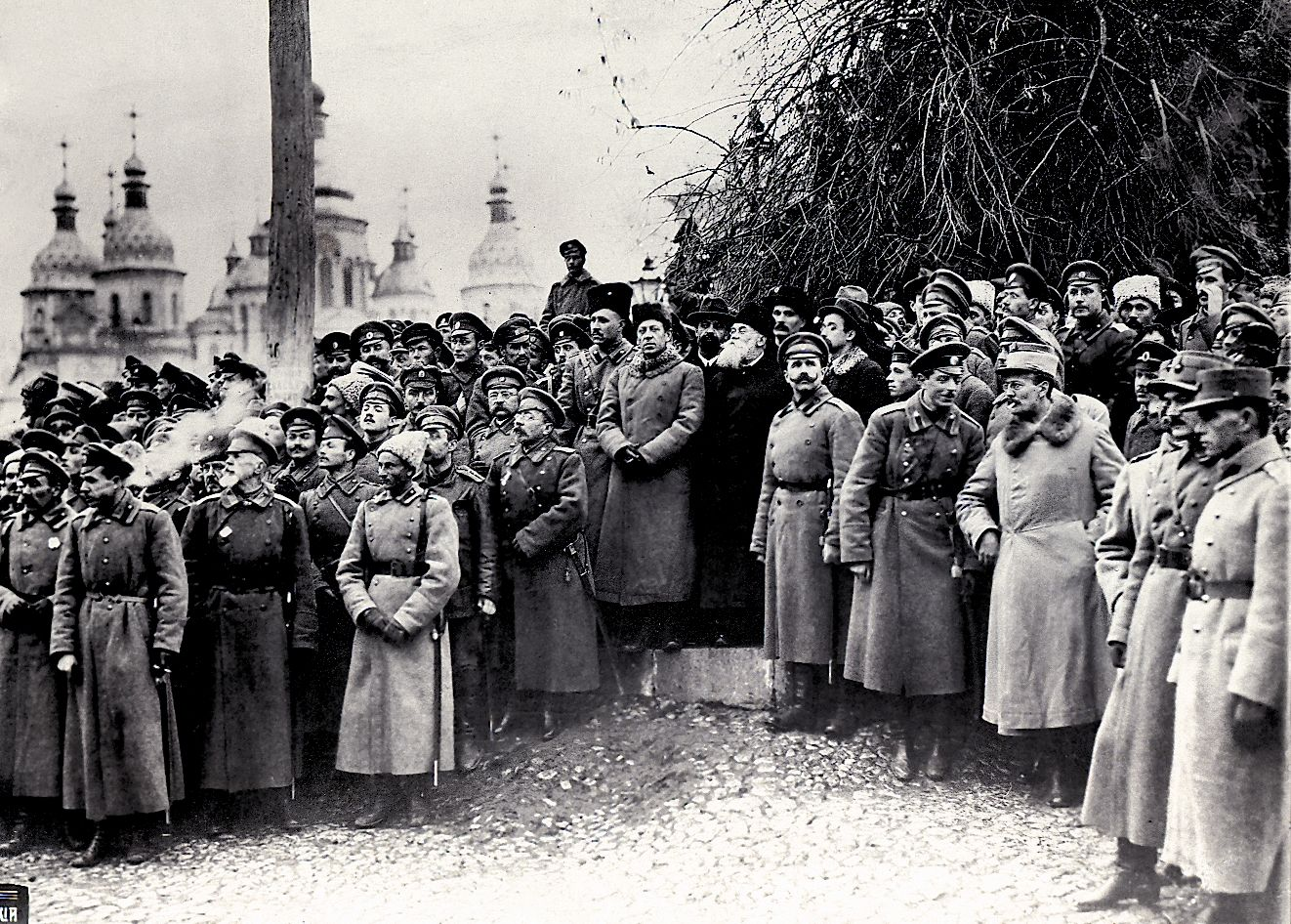
Ogłoszenie Trzeciego Uniwersału Ukraińskiej Rady Centralnej na pacu Sofijskim. W środku zdjęcia stoją: Semen Petlura, Mychajło Hruszewski i Wołodymyr Wynnyczenko, 1917
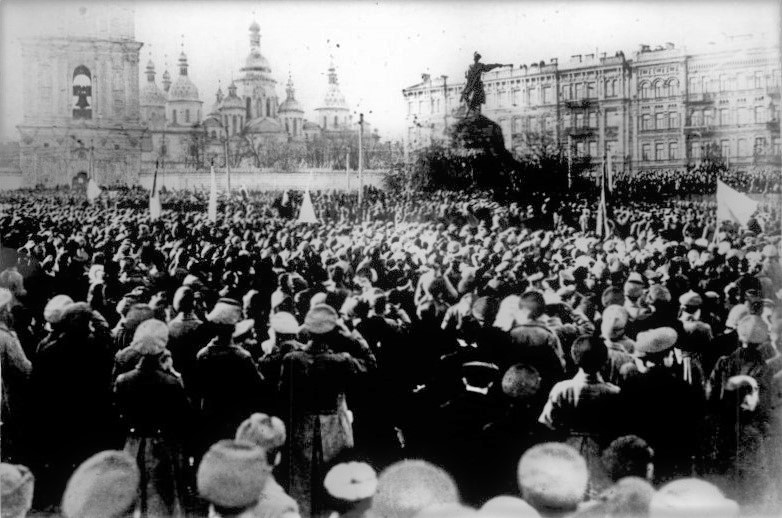
Manifestacja zwolenników Ukraińskiej Republiki Ludowej na placu Sofijskim, 1917
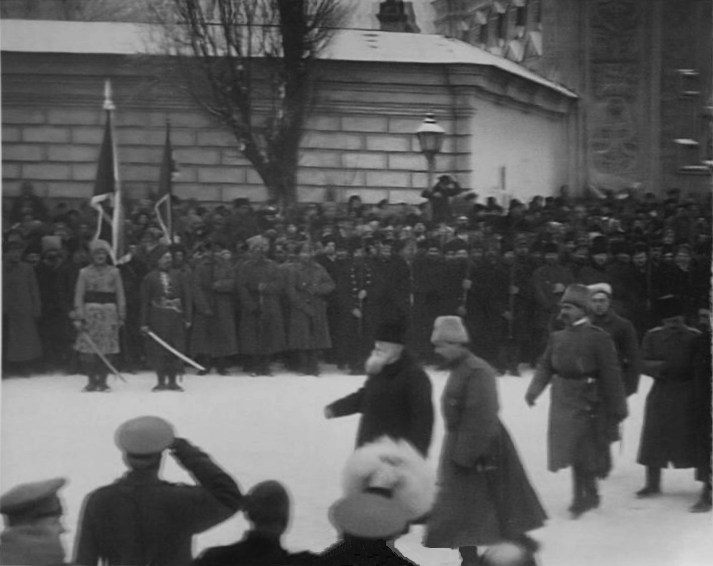
Hruszewski na paradzie wojskowej na placu Sofijskim, 1917
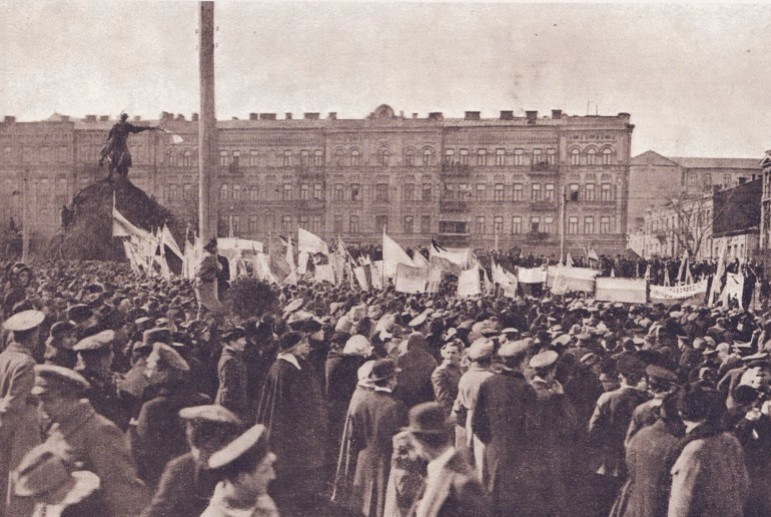
Święto Wolności na placu Sofijskim, 19 marca 1917
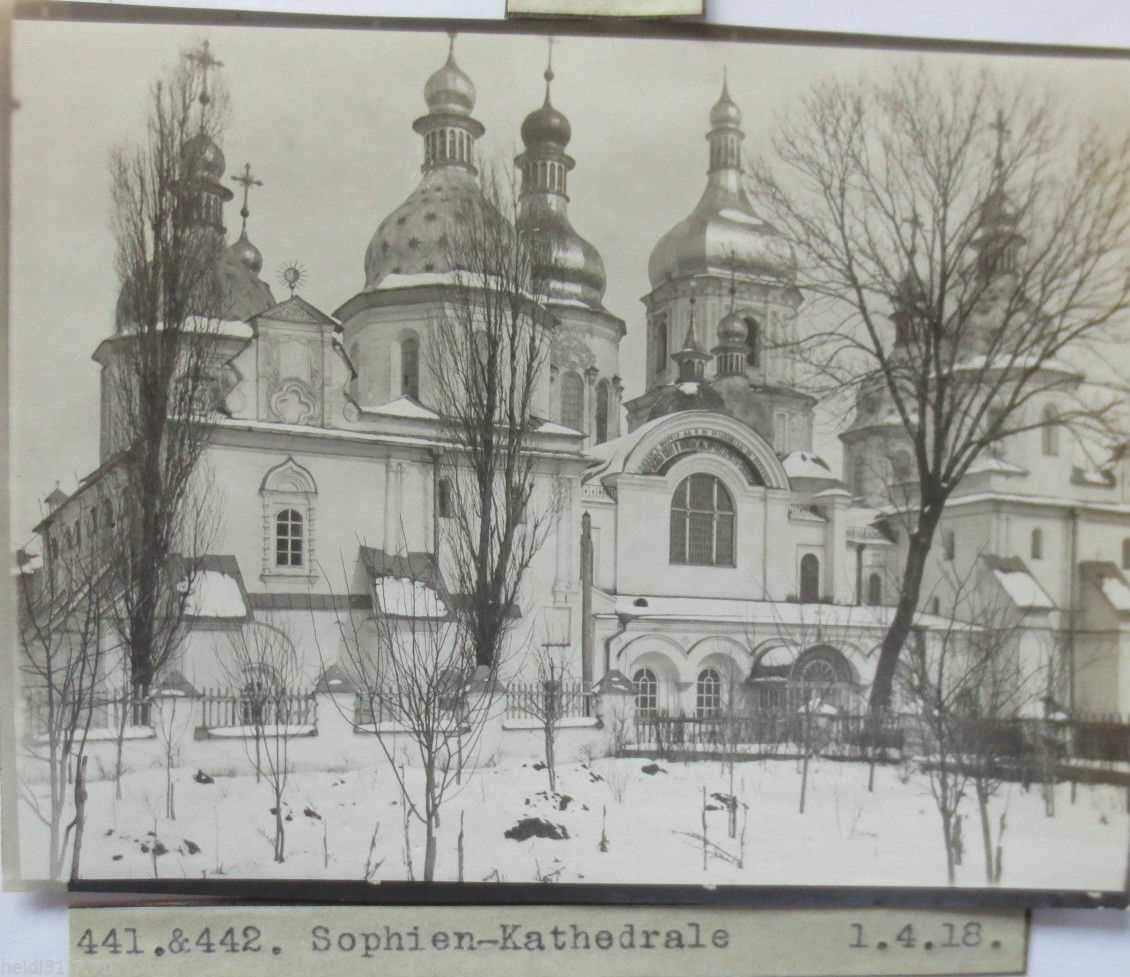
Fasada Soboru św. Zofii, 1918
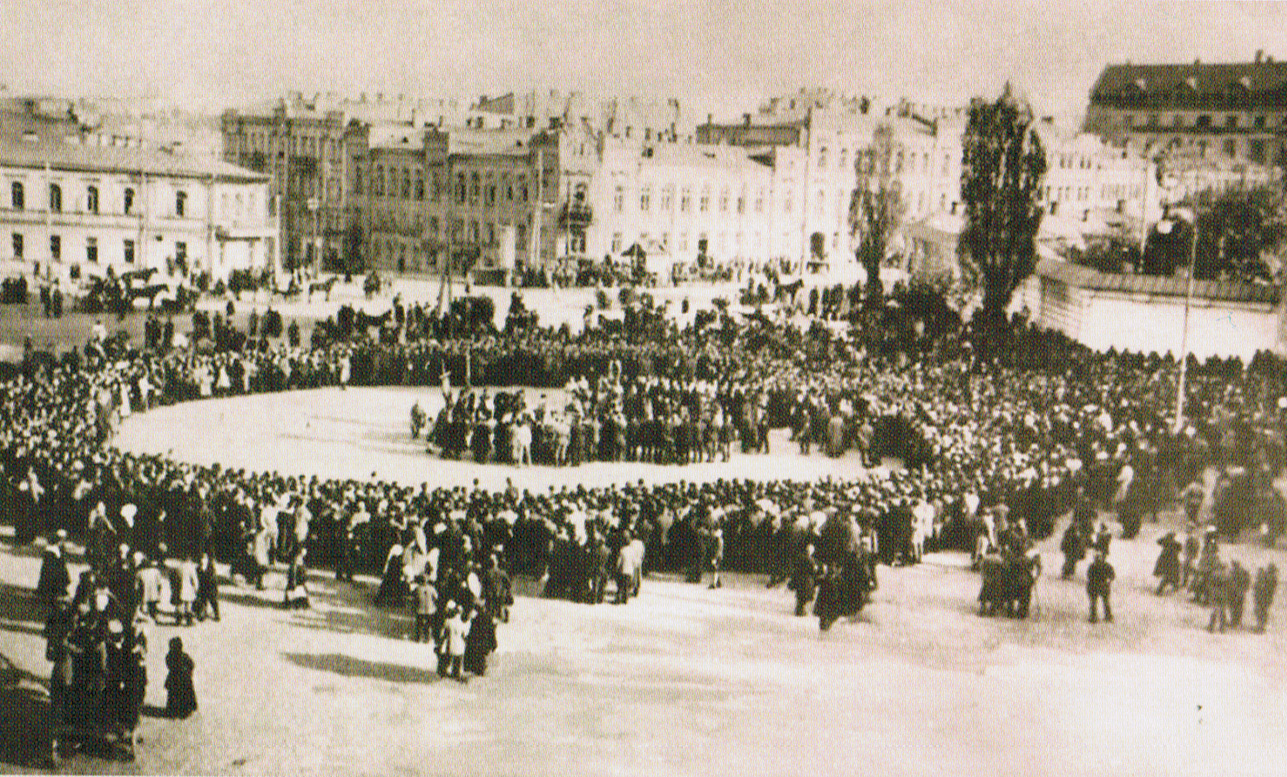
Molebień na placu Sofijskim z okazji ogłoszenia Pawło Skoropadskiego hetmanem, 1918

### Mityngi na placu Sofijskim w latach 90.

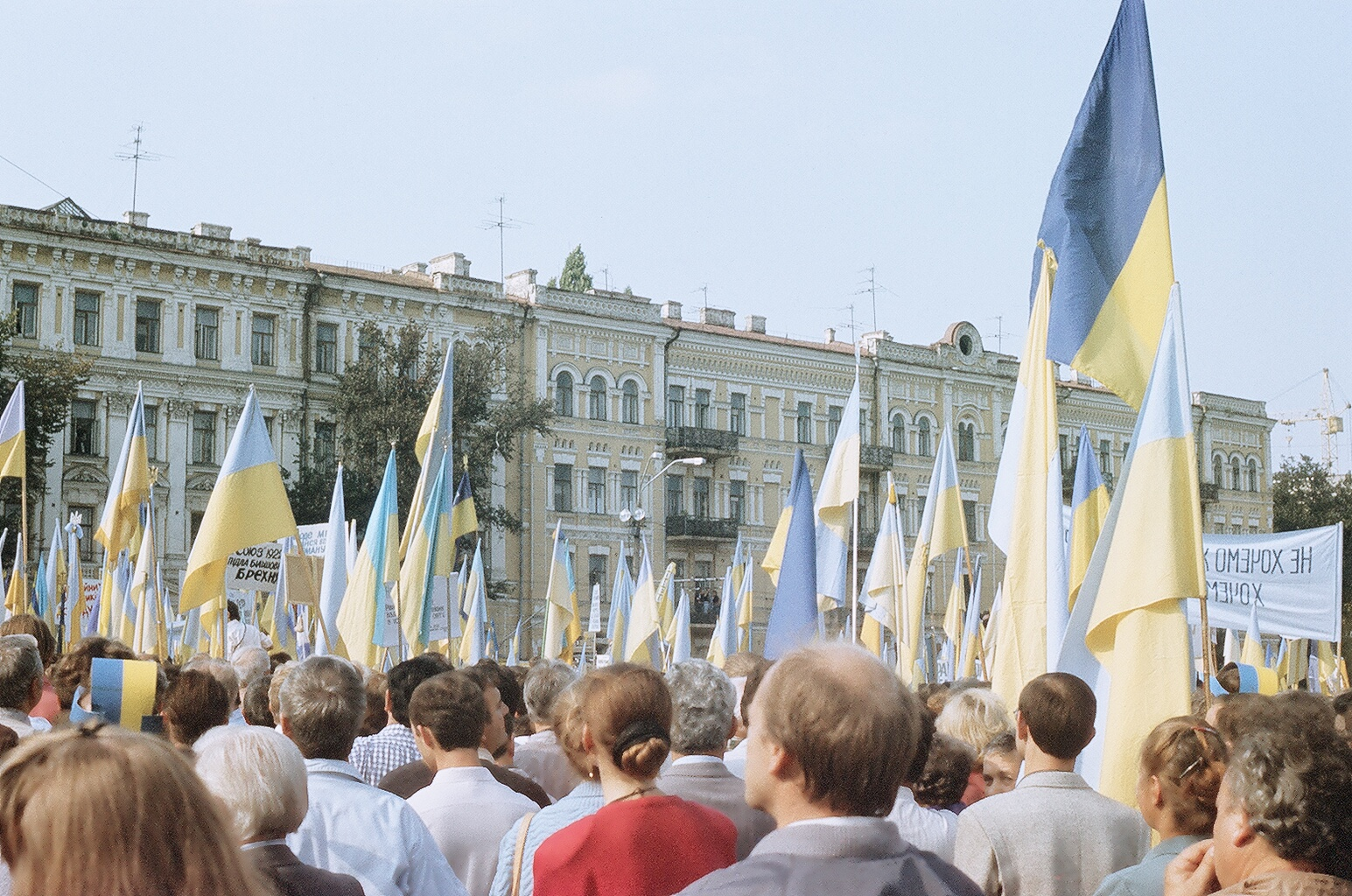
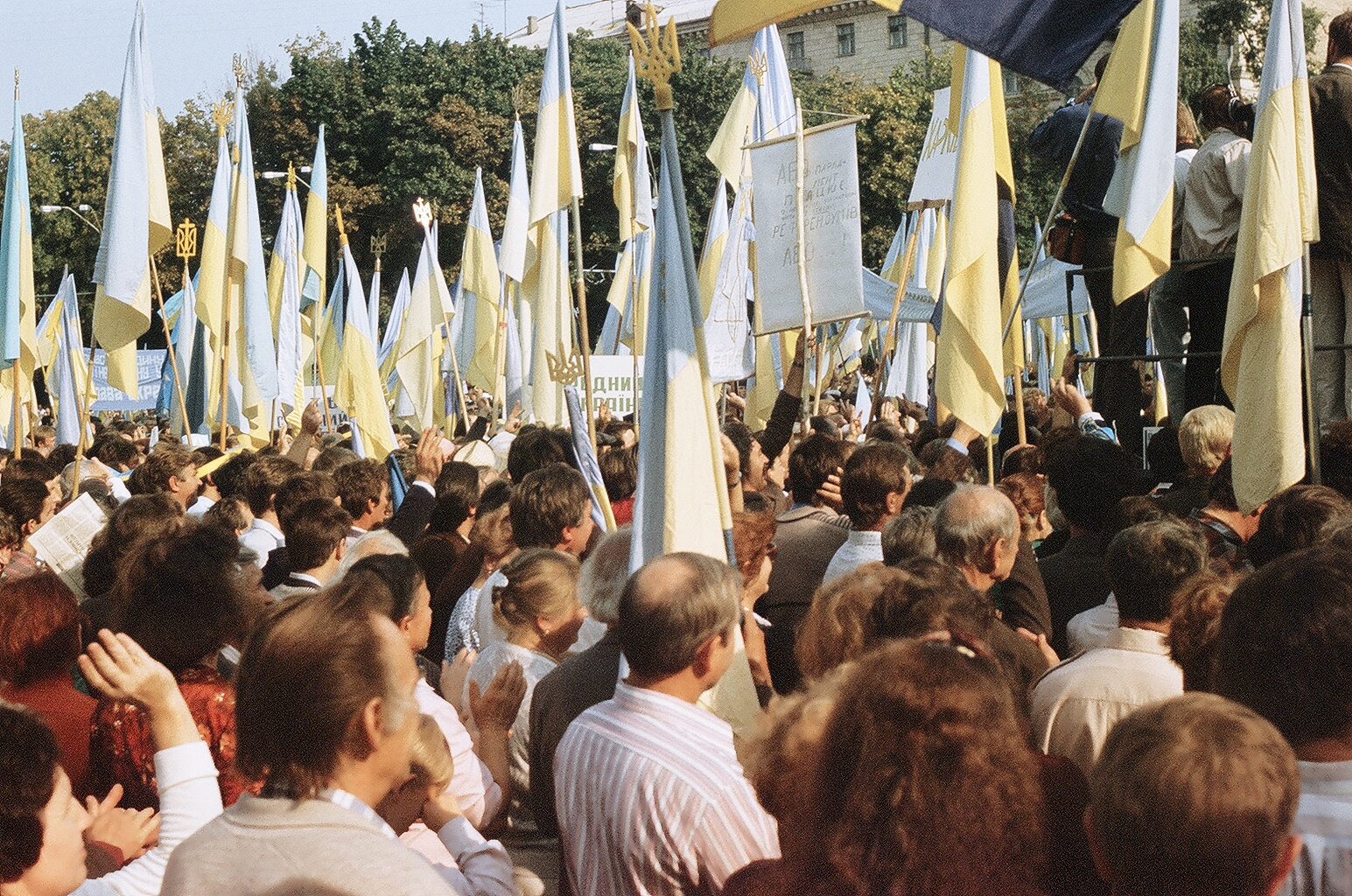
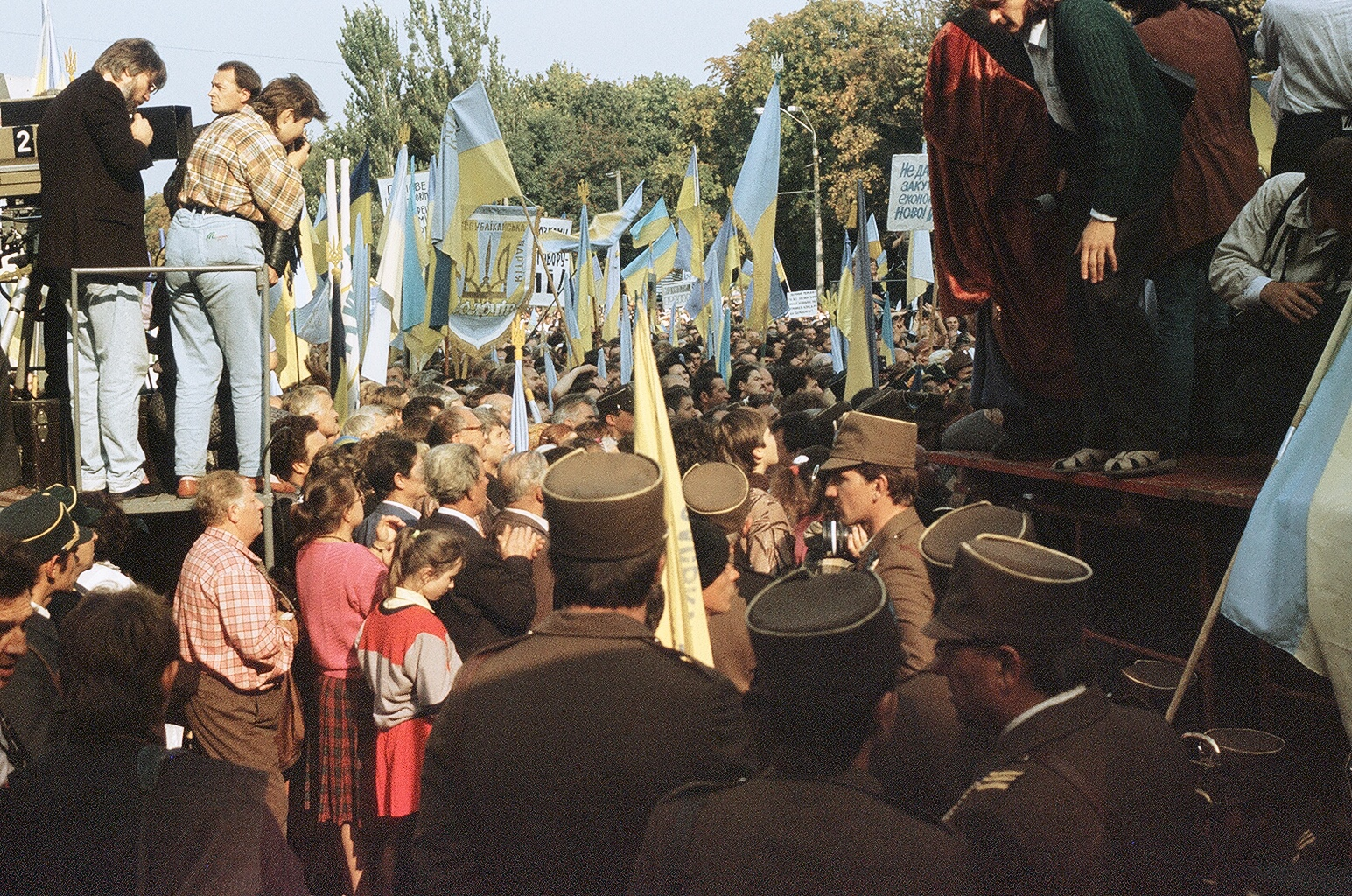
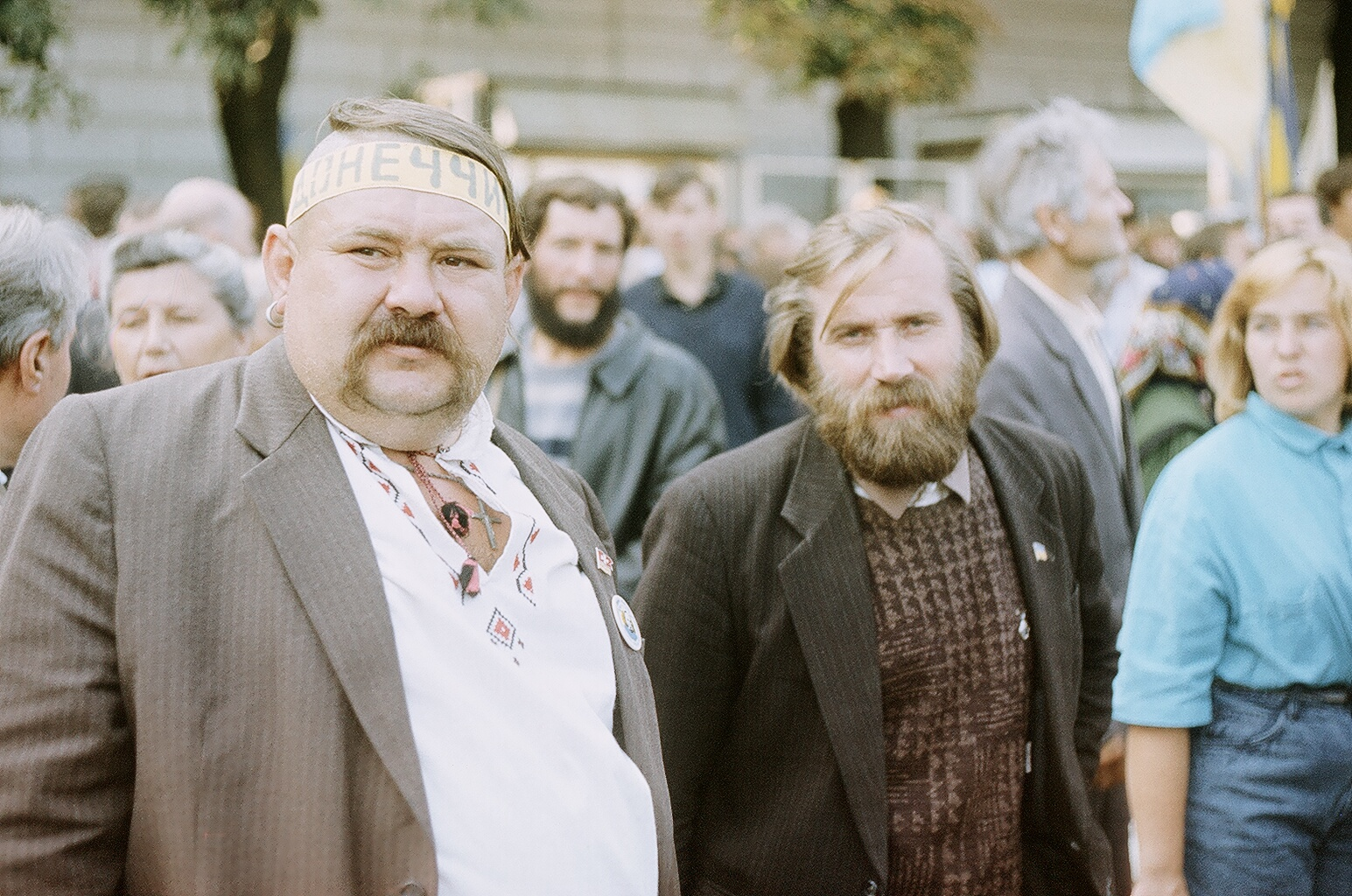

### Współczesność

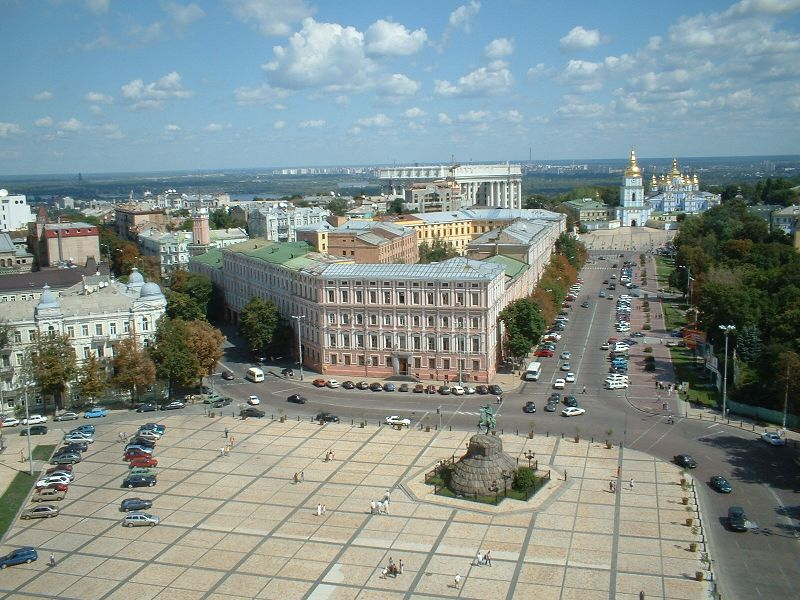
Krajobraz z dzwonnicy
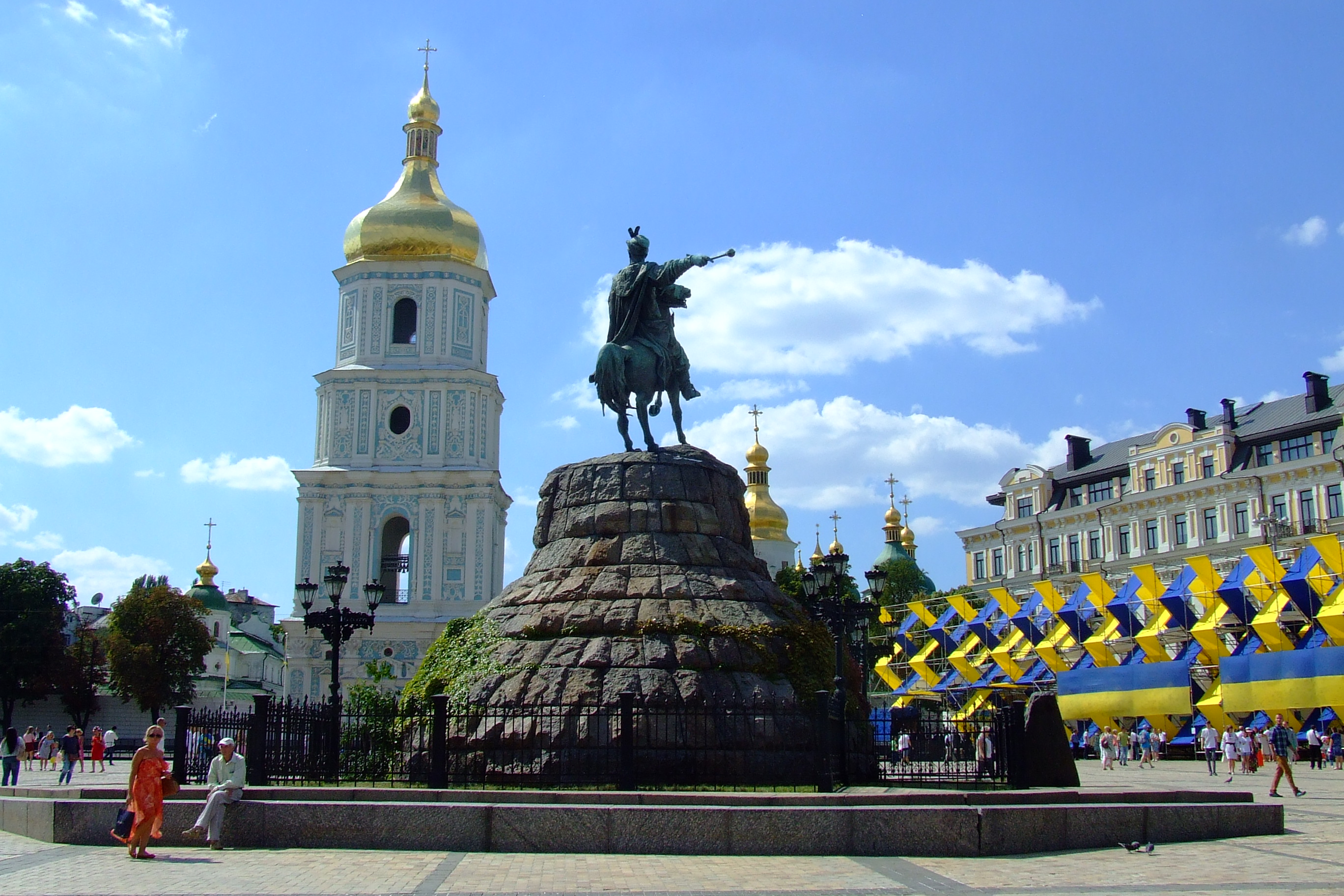
Pomnik Bohdana Chmielnickiego